# Hermanas de la Inmaculada de Génova
La Congregación de Hermanas de la Inmaculada (en latín: Congregationis Sorores ab Immaculata; italiano: Istituto delle Suore dell'Immacolata) es un congregación religiosa católica femenina, de vida apostólica y de derecho pontificio, fundada a por el religioso italiano Agustín Roscelli, en Génova, en 1876: "Hermanas de la Inmaculada de Génova". A las religiosas de este instituto se les conoce como inmaculatinas y posponen a sus nombres las siglas S.I..

## Historia

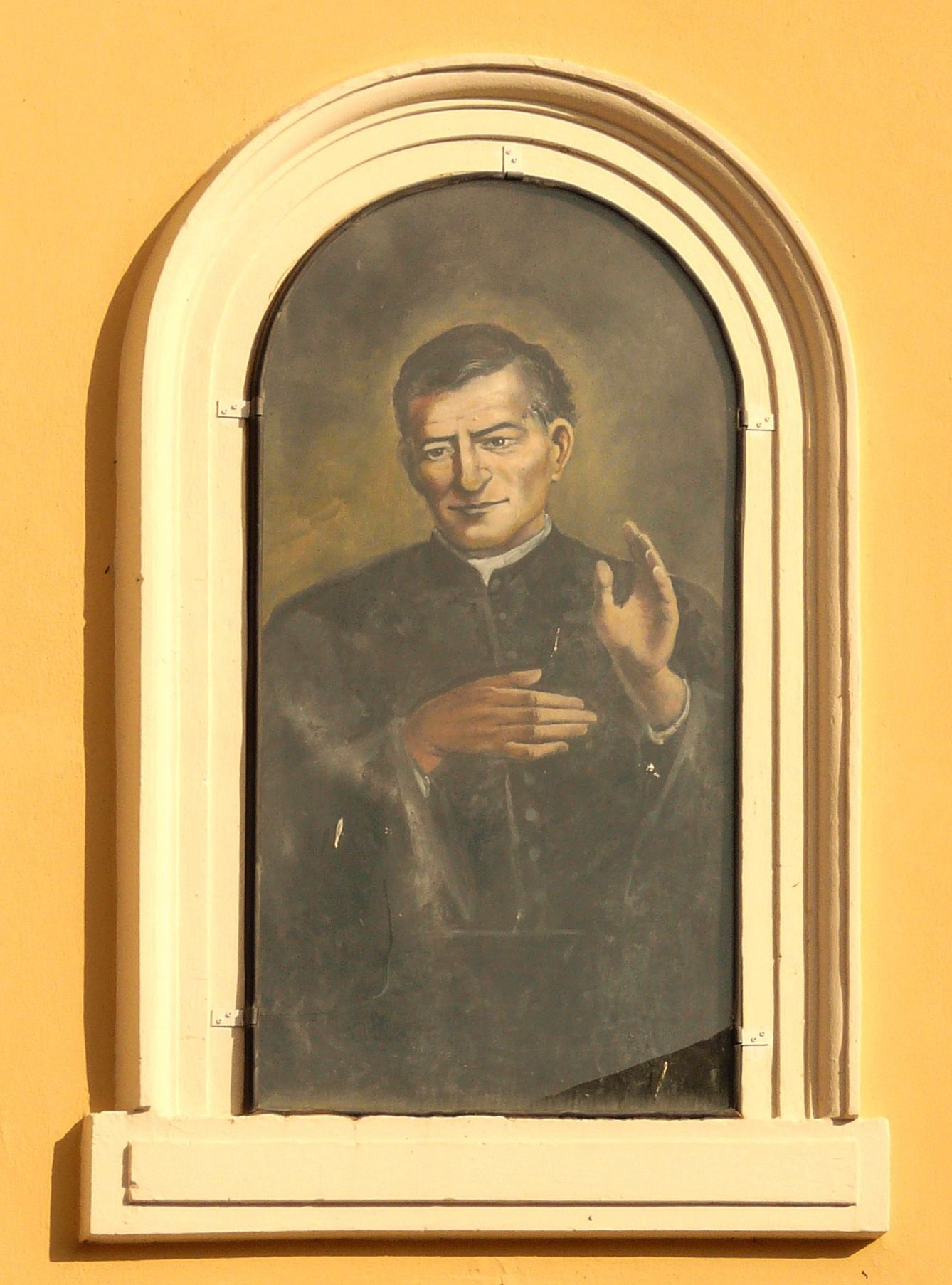
Agustín Roscelli (1818-1902), fundador de la congregación, es venerado como santo en la Iglesia católica.

La congregación fue fundada en Génova (Italia) el 15 de octubre de 1876, por el sacerdote Agustín Roscelli, para la formación profesional de las jóvenes necesitadas. El instituto obtuvo fue aprobada como congregación de derecho diocesano en 1891 y elevada a congregación pontificia, mediante decretum laudis del papa Pío X, de 1913.

## Organización
La Congregación de Hermanas de la Inmaculada es un instituto religioso de derecho pontificio, internacional y centralizado, cuyo gobierno es ejercido por una superiora general. La sede central se encuentra en Génova (Italia).
Las inmaculatinas se dedican a la educación e instrucción cristiana de la juventud, a la asistencia de los enfermos y a otras obras de caridad. En 2017, el instituto contaba con 183 religiosas y 30 comunidades presentes en Argentina, Canadá, Chile, Italia y Rumanía.